# Tournoi de tennis d'Anvers
Le tournoi d'Anvers (Belgique) est un tournoi de tennis du circuit professionnel féminin WTA et du circuit professionnel masculin ATP.
Après s'être déroulé chaque année entre 2002 et 2008 au Sportpaleis, le tournoi féminin ne revient que pour une seule année au calendrier WTA en 2015.

Dès la création de l'épreuve en 2002, les organisateurs promettent à la joueuse capable de remporter trois fois l'épreuve (en cinq éditions consécutives maximum) de repartir avec le trophée, une raquette de quatre kilogrammes d'or sertie de 1 700 diamants (valeur estimée : un million d'euros). Amélie Mauresmo remplit le contrat en février 2007 en battant Kim Clijsters en finale, soit son troisième titre en trois ans. Venus Williams rate le coche en perdant en finale en 2005 face à Amélie Mauresmo.
Un tournoi masculin s'est également tenu de 1982 à 1991 (non reconnu par l'ATP pour la première période), puis de 1992 à 1998. Sur la première période, une raquette de diamant était mise en jeu ; Ivan Lendl l'a remportée en 1985. John McEnroe ne l'a pas remportée car il a gagné trois titres sur six ans et non cinq ; à noter qu'il ne put participer ni en 1984 (à cause d'une suspension de 21 jours) ni en 1990 où il aurait pu prétendre à la raquette. 
En 2016, le tournoi masculin est réintégré au calendrier de l'ATP.

## Palmarès dames

### Simple
| No | Date       | Nom et lieu du tournoi                   | Catégorie      | Dotation       | Surface         | Vainqueure      | Finaliste            | Score          |                |
| -- | ---------- | ---------------------------------------- | -------------- | -------------- | --------------- | --------------- | -------------------- | -------------- | -------------- |
| 1  | 11-02-2002 | Proximus Diamond Games, Anvers           | Tier II        | 585 000 $      | Moquette (int.) | Venus Williams  | Justine Henin        | 6-3, 5-7, 6-3  | Tableau        |
| 2  | 10-02-2003 | Proximus Diamond Games, Anvers           | Tier II        | 585 000 $      | Moquette (int.) | Venus Williams  | Kim Clijsters        | 6-2, 6-4       | Tableau        |
| 3  | 16-02-2004 | Proximus Diamond Games, Anvers           | Tier II        | 585 000 $      | Moquette (int.) | Kim Clijsters   | Silvia Farina        | 6-3, 6-0       | Tableau        |
| 4  | 14-02-2005 | Proximus Diamond Games, Anvers           | Tier II        | 585 000 $      | Moquette (int.) | Amélie Mauresmo | Venus Williams       | 4-6, 7-5, 6-4  | Tableau        |
| 5  | 13-02-2006 | Diamond Proximus Games, Anvers           | Tier II        | 600 000 $      | Moquette (int.) | Amélie Mauresmo | Kim Clijsters        | 3-6, 6-3, 6-3  | Tableau        |
| 6  | 12-02-2007 | Proximus Diamond Games, Anvers           | Tier II        | 600 000 $      | Moquette (int.) | Amélie Mauresmo | Kim Clijsters        | 6-4, 7-64      | Tableau        |
| 7  | 11-02-2008 | Proximus Diamond Games, Anvers           | Tier II        | 600 000 $      | Dur (int.)      | Justine Henin   | Karin Knapp          | 6-3, 6-3       | Tableau        |
|    | 2009-2014  | Pas de tournoi                           | Pas de tournoi | Pas de tournoi | Pas de tournoi  | Pas de tournoi  | Pas de tournoi       | Pas de tournoi | Pas de tournoi |
| 8  | 09-02-2015 | BNP Paribas Fortis Diamond Games, Anvers | Premier        | 665 900 $      | Dur (int.)      | Andrea Petkovic | Carla Suárez Navarro | Forfait        | Tableau        |

### Double
| No | Date       | Nom et lieu du tournoi                  | Catégorie      | Dotation       | Surface         | Vainqueures                          | Finalistes                            | Score            |                |
| -- | ---------- | --------------------------------------- | -------------- | -------------- | --------------- | ------------------------------------ | ------------------------------------- | ---------------- | -------------- |
| 1  | 11-02-2002 | Proximus Diamond Games Anvers           | Tier II        | 585 000 $      | Moquette (int.) | Magdalena Maleeva Patty Schnyder     | Nathalie Dechy Meilen Tu              | 6-3, 6-73, 6-3   | Tableau        |
| 2  | 10-02-2003 | Proximus Diamond Games Anvers           | Tier II        | 585 000 $      | Moquette (int.) | Kim Clijsters Ai Sugiyama            | Nathalie Dechy Émilie Loit            | 6-2, 6-0         | Tableau        |
| 3  | 16-02-2004 | Proximus Diamond Games Anvers           | Tier II        | 585 000 $      | Moquette (int.) | Cara Black Els Callens               | Myriam Casanova Eléni Daniilídou      | 6-2, 6-1         | Tableau        |
| 4  | 14-02-2005 | Proximus Diamond Games Anvers           | Tier II        | 585 000 $      | Moquette (int.) | Cara Black Els Callens               | Anabel Medina Dinara Safina           | 3-6, 6-4, 6-4    | Tableau        |
| 5  | 13-02-2006 | Diamond Proximus Games Anvers           | Tier II        | 600 000 $      | Moquette (int.) | Dinara Safina Katarina Srebotnik     | Stéphanie Foretz Michaëlla Krajicek   | 6-1, 6-1         | Tableau        |
| 6  | 12-02-2007 | Proximus Diamond Games Anvers           | Tier II        | 600 000 $      | Moquette (int.) | Cara Black Liezel Huber              | Elena Likhovtseva Elena Vesnina       | 7-5, 4-6, 6-1    | Tableau        |
| 7  | 11-02-2008 | Proximus Diamond Games Anvers           | Tier II        | 600 000 $      | Dur (int.)      | Cara Black Liezel Huber              | Květa Peschke Ai Sugiyama             | 6-1, 6-3         | Tableau        |
|    | 2009-2014  | Pas de tournoi                          | Pas de tournoi | Pas de tournoi | Pas de tournoi  | Pas de tournoi                       | Pas de tournoi                        | Pas de tournoi   | Pas de tournoi |
| 8  | 09-02-2015 | BNP Paribas Fortis Diamond Games Anvers | Premier        | 665 900 $      | Dur (int.)      | Anabel Medina Arantxa Parra Santonja | An-Sophie Mestach Alison Van Uytvanck | 6-4, 3-6, [10-5] | Tableau        |

## Palmarès messieurs

### Simple
| No | Date       | Nom et lieu du tournoi                   | Catégorie           | Dotation       | Surface         | Vainqueur             | Finaliste          | Score                    |                |
| -- | ---------- | ---------------------------------------- | ------------------- | -------------- | --------------- | --------------------- | ------------------ | ------------------------ | -------------- |
| 1  | 29-11-1982 | European Champions' Championship, Anvers | Non-ATP             | 700 000 $      | Moquette (int.) | Ivan Lendl            | John McEnroe       | 3-6, 7-62, 6-3, 6-3      |                |
| 2  | 14-11-1983 | European Champions' Championship, Anvers | Non-ATP             | 750 000 $      | Moquette (int.) | John McEnroe          | Gene Mayer         | 6-4, 6-3, 6-4            |                |
| 3  | 12-11-1984 | European Champions' Championship, Anvers | Non-ATP             | 800 000 $      | Moquette (int.) | Ivan Lendl            | Anders Järryd      | 6-2, 6-1, 6-2            |                |
| 4  | 28-10-1985 | European Champions' Championship, Anvers | Non-ATP             | 850 000 $      | Moquette (int.) | Ivan Lendl            | John McEnroe       | 1-6, 7-65, 6-2, 6-2      |                |
| 5  | 03-11-1986 | European Community Championship, Anvers  | Non-ATP             | 940 000 $      | Moquette (int.) | John McEnroe          | Miloslav Mečíř     | 6-3, 1-6, 7-65, 5-7, 6-2 |                |
| 6  | 26-10-1987 | European Community Championship, Anvers  | Non-ATP             | 940 000 $      | Moquette (int.) | Ivan Lendl            | Miloslav Mečíř     | 5-7, 6-1, 6-4, 6-3       |                |
| 7  | 31-10-1988 | European Community Championship, Anvers  | Non-ATP             | 940 000 $      | Moquette (int.) | John McEnroe          | Andrei Chesnokov   | 6-1, 7-5, 6-2            |                |
| 8  | 23-10-1989 | European Community Championship, Anvers  | Non-ATP             | 1 000 000 $    | Moquette (int.) | Ivan Lendl            | Miloslav Mečíř     | 6-2, 6-2, 1-6, 6-4       |                |
| 9  | 15-10-1990 | European Community Championship, Anvers  | Non-ATP             | 1 100 000 $    | Moquette (int.) | Goran Ivanišević      | Henri Leconte      | 6-2, 7-66, 4-6, 4-6, 6-1 |                |
| 10 | 02-12-1991 | European Community Championship, Anvers  | Non-ATP             | 1 100 000 $    | Moquette (int.) | Aaron Krickstein      | Boris Becker       | Forfait                  |                |
| 11 | 09-11-1992 | European Community Championship, Anvers  | World Series        | 1 000 000 $    | Moquette (int.) | Richard Krajicek      | Mark Woodforde     | 6-2, 6-2                 |                |
| 12 | 08-11-1993 | European Community Championship, Anvers  | World Series        | 1 085 000 $    | Moquette (int.) | Pete Sampras          | Magnus Gustafsson  | 6-1, 6-4                 |                |
| 13 | 07-11-1994 | European Community Championship, Anvers  | World Series        | 1 100 000 $    | Moquette (int.) | Pete Sampras          | Magnus Larsson     | 7-65, 6-4                |                |
|    | 1995       | Pas de tournoi                           | Pas de tournoi      | Pas de tournoi | Pas de tournoi  | Pas de tournoi        | Pas de tournoi     | Pas de tournoi           | Pas de tournoi |
| 14 | 19-02-1996 | European Community Championships, Anvers | Championship Series | 875 000 $      | Moquette (int.) | Michael Stich         | Goran Ivanišević   | 6-3, 6-2, 7-65           |                |
| 15 | 17-02-1997 | European Community Championships, Anvers | Championship Series | 875 000 $      | Dur (int.)      | Marc Rosset           | Tim Henman         | 6-2, 7-5, 6-4            |                |
| 16 | 16-02-1998 | European Community Championships, Anvers | Series Gold         | 875 000 $      | Dur (int.)      | Greg Rusedski         | Marc Rosset        | 7-63, 3-6, 6-1, 6-4      |                |
|    | 1999-2015  | Pas de tournoi                           | Pas de tournoi      | Pas de tournoi | Pas de tournoi  | Pas de tournoi        | Pas de tournoi     | Pas de tournoi           | Pas de tournoi |
| 17 | 17-10-2016 | European Open, Anvers                    | ATP 250             | 566 525 €      | Dur (int.)      | Richard Gasquet       | Diego Schwartzman  | 7-64, 6-1                | Tableau        |
| 18 | 16-10-2017 | European Open, Anvers                    | ATP 250             | 589 185 €      | Dur (int.)      | Jo-Wilfried Tsonga    | Diego Schwartzman  | 6-3, 7-5                 | Tableau        |
| 19 | 15-10-2018 | European Open, Anvers                    | ATP 250             | 612 755 €      | Dur (int.)      | Kyle Edmund           | Gaël Monfils       | 3-6, 7-62, 7-64          | Tableau        |
| 20 | 14-10-2019 | European Open, Anvers                    | ATP 250             | 635 750 €      | Dur (int.)      | Andy Murray           | Stanislas Wawrinka | 3-6, 6-4, 6-4            | Tableau        |
| 21 | 19-10-2020 | European Open, Anvers                    | ATP 250             | 394 800 €      | Dur (int.)      | Ugo Humbert           | Alex de Minaur     | 6-1, 7-64                | Tableau        |
| 22 | 18-10-2021 | European Open, Anvers                    | ATP 250             | 508 600 €      | Dur (int.)      | Jannik Sinner         | Diego Schwartzman  | 6-2, 6-2                 | Tableau        |
| 23 | 17-10-2022 | European Open, Anvers                    | ATP 250             | 648 130 €      | Dur (int.)      | Félix Auger-Aliassime | Sebastian Korda    | 6-3, 6-4                 | Tableau        |
| 24 | 16-10-2023 | European Open, Anvers                    | ATP 250             | 673 630 €      | Dur (int.)      | Alexander Bublik      | Arthur Fils        | 6-4, 6-4                 | Tableau        |
| 25 | 14-10-2024 | European Open, Anvers                    | ATP 250             | 690 135 €      | Dur (int.)      | Roberto Bautista-Agut | Jiří Lehečka       | 7-5, 6-1                 | Tableau        |

### Double
| No | Date       | Nom et lieu du tournoi                   | Catégorie           | Dotation       | Surface         | Vainqueurs                                | Finalistes                           | Score             |                |
| -- | ---------- | ---------------------------------------- | ------------------- | -------------- | --------------- | ----------------------------------------- | ------------------------------------ | ----------------- | -------------- |
| 1  | 09-11-1992 | European Community Championship, Anvers  | World Series        | 1 000 000 $    | Moquette (int.) | John Fitzgerald Anders Järryd             | Patrick McEnroe Jared Palmer         | 6-2, 6-2          |                |
| 2  | 08-11-1993 | European Community Championship, Anvers  | World Series        | 1 085 000 $    | Moquette (int.) | Grant Connell Patrick Galbraith           | Wayne Ferreira Javier Sánchez        | 6-3, 7-6          |                |
| 3  | 07-11-1994 | European Community Championship, Anvers  | World Series        | 1 100 000 $    | Moquette (int.) | Jan Apell Jonas Björkman                  | Hendrik Jan Davids Sébastien Lareau  | 4-6, 6-1, 6-2     |                |
|    | 1995       | Pas de tournoi                           | Pas de tournoi      | Pas de tournoi | Pas de tournoi  | Pas de tournoi                            | Pas de tournoi                       | Pas de tournoi    | Pas de tournoi |
| 4  | 19-02-1996 | European Community Championships, Anvers | Championship Series | 875 000 $      | Moquette (int.) | Jonas Björkman Nicklas Kulti              | Ievgueni Kafelnikov Menno Oosting    | 6-4, 6-4          |                |
| 5  | 17-02-1997 | European Community Championships, Anvers | Championship Series | 875 000 $      | Dur (int.)      | David Adams Olivier Delaitre              | Cyril Suk Sandon Stolle              | 3-6, 6-2, 6-1     |                |
| 6  | 16-02-1998 | European Community Championships, Anvers | Series Gold         | 875 000 $      | Dur (int.)      | Wayne Ferreira Ievgueni Kafelnikov        | Tomás Carbonell Francisco Roig       | 7-5, 3-6, 6-2     |                |
|    | 1999-2015  | Pas de tournoi                           | Pas de tournoi      | Pas de tournoi | Pas de tournoi  | Pas de tournoi                            | Pas de tournoi                       | Pas de tournoi    | Pas de tournoi |
| 7  | 17-10-2016 | European Open, Anvers                    | ATP 250             | 566 525 €      | Dur (int.)      | Daniel Nestor Édouard Roger-Vasselin      | Pierre-Hugues Herbert Nicolas Mahut  | 6-4, 6-4          | Tableau        |
| 8  | 16-10-2017 | European Open, Anvers                    | ATP 250             | 589 185 €      | Dur (int.)      | Scott Lipsky Divij Sharan                 | Santiago González Julio Peralta      | 6-4, 2-6, [10-5]  | Tableau        |
| 9  | 15-10-2018 | European Open, Anvers                    | ATP 250             | 612 755 €      | Dur (int.)      | Nicolas Mahut Édouard Roger-Vasselin      | Marcelo Demoliner Santiago González  | 6-4, 7-5          | Tableau        |
| 10 | 14-10-2019 | European Open, Anvers                    | ATP 250             | 635 750 €      | Dur (int.)      | Kevin Krawietz Andreas Mies               | Rajeev Ram Joe Salisbury             | 7-61, 6-3         | Tableau        |
| 11 | 19-10-2020 | European Open, Anvers                    | ATP 250             | 394 800 €      | Dur (int.)      | Michael Venus John Peers                  | Rohan Bopanna Matwé Middelkoop       | 6-3, 6-4          | Tableau        |
| 12 | 18-10-2021 | European Open, Anvers                    | ATP 250             | 508 600 €      | Dur (int.)      | Nicolas Mahut Fabrice Martin              | Wesley Koolhof Jean-Julien Rojer     | 6-0, 6-1          | Tableau        |
| 13 | 17-10-2022 | European Open, Anvers                    | ATP 250             | 648 130 €      | Dur (int.)      | Tallon Griekspoor Botic van de Zandschulp | Rohan Bopanna Matwé Middelkoop       | 3-6, 6-3, [10-5]  | Tableau        |
| 24 | 16-10-2023 | European Open, Anvers                    | ATP 250             | 673 630 €      | Dur (int.)      | Pétros Tsitsipás Stéfanos Tsitsipás       | Ariel Behar Adam Pavlásek            | 65-7, 6-4, [10-8] | Tableau        |
| 25 | 14-10-2024 | European Open, Anvers                    | ATP 250             | 690 135 €      | Dur (int.)      | Alexander Erler Lucas Miedler             | Robert Galloway Aleksandr Nedovyesov | 6-4, 1-6, [10-8]  | Tableau        |

## Raquette de diamant
| Année | Récipiendaire   | Années victorieuses |
| 1985  | Ivan Lendl      | 1982 - 1984 - 1985  |
| 2007  | Amélie Mauresmo | 2005 - 2006 - 2007  |